# Salvador Cristau Coll
Salvador Cristau Coll (ur. 15 kwietnia 1950 w Barcelonie) – hiszpański duchowny katolicki, biskup pomocniczy Terrassy w latach 2010–2021, biskup diecezjalny Terrasy od 2022.

## Życiorys

### Prezbiterat
Święcenia kapłańskie otrzymał 12 października 1980 i został inkardynowany do archidiecezji Toledo. Przez kilka lat pracował duszpastersko, był także notariuszem sądu biskupiego. W 1985 przeniósł się do Barcelony i jako prezbiter tejże archidiecezji pełnił funkcje m.in. wychowawcy i wicerektora seminarium. W latach 2001–2004 był kanclerzem kurii barcelońskiej. Po utworzeniu w 2004 diecezji Terrassa uzyskał inkardynację do niej i objął funkcję kanclerza nowo utworzonej kurii i wikariusza generalnego. Od 2006 pracował także jako rektor nowo powstałego seminarium duchownego.

### Episkopat
18 maja 2010 papież Benedykt XVI mianował go biskupem pomocniczym diecezji Terrassa, ze stolicą tytularną Aliezira. Sakry biskupiej udzielił mu 26 czerwca 2010 bp Josep Ángel Sáiz Meneses.
3 grudnia 2021 papież Franciszek przeniósł go na urząd biskupa diecezjalnego tejże diecezji.